# Bidvest Group
Bidvest Group ist eine südafrikanische Holdinggesellschaft mit Sitz in Johannesburg, die im Bereich Handel und Dienstleistungen in Südafrika, Europa, Asien, Australien und Neuseeland tätig ist.

## Geschichte
Bidvest wird 1988 als Investmentgesellschaft gegründet, im gleichen Jahr erfolgen die ersten Investitionen in Chipkins (Catering) und kurz darauf Seaworld (Tiefkühlkost), die unter Bidfood zusammengefasst werden. 1991 kommt mit der Akquisition von Steiner Services (Hygiene) ein neuer Geschäftsbereich dazu. 1993 wird mit der Übernahme von Safcor Freight der Bereich Fracht (Bidfreight) begründet. 1995 erfolgt die erste Investition im Ausland – Bidvest übernimmt 50,1 % des australischen Unternehmens Manettas. 1997 wird Bidvest in den JSE Industrial Index aufgenommen. Die australische Tochter Bidvest plc wird 1998 in Australien an die Börse gebracht. 1999 erfolgt mit der Übernahme der britischen Firma Booker Foodservice (heute 3663 First for Foodservice) der Schritt nach Europa. 2006 beteiligt sich Bidvest über das Konsortium GVK Group am Flughafen Mumbai. 2012 erfolgt mit dem Kauf von Deli Meals in Chile die erste Investition in Südamerika.

## Portfolio
Bidvest hält (Stand Juli 2008) seine Beteiligungen über acht Gesellschaften:
- Bidfreight umfasst mehrere unabhängige Unternehmen im Logistikbereich, die alle in Afrika tätig sind. Dazu gehören Hafendienstleistungen und der Betrieb von Lagern.
- Bidserv beinhaltet eine Vielzahl unterschiedlicher Unternehmen im Dienstleistungsbereich, dazu gehören unter anderem Reinigung, Dienstleistungen für Flughäfen, Reisebüros und die Bidvest Bank
- Bidvest Europe umfasst Foodserviceunternehmen in Großbritannien, den Niederlanden, Belgien und den VAE
- Bidvest Asia Pacific ist die Holding für Bidvest Australia, Bidvest New Zealand, Angliss Singapore und Angliss Hong Kong and China – auch diese Unternehmen sind im Bereich Foodservice tätig
- Bidfood enthält mehrere südafrikanische Unternehmen, die in der Produktion und im Vertrieb von Lebensmitteln tätig sind, darunter auch Chipkins – Bidvests erstes Investment.
- Bid Industrial and Commercial Products umfasst Unternehmen, die in der Produktion und/oder im Vertrieb von unterschiedlichen Produkten für die Industrie tätig sind, unter anderem Industrie-Nähmaschinen (Eastman Staples), Büromöbel (CN Business Furniture) und Elektrogeräte (Voltex Electrical)
- Bidpaper Plus besteht im Wesentlichen aus dem Unternehmen Lithotech, das im Druckbereich tätig ist
- Bid Auto ist Muttergesellschaft der McCarthy Motor Holdings – nach eigenen Angaben Südafrikas größter Autohändler mit 130 Niederlassungen.

Mit einem Umsatz von 16 Milliarden Rand (knapp 30 % des Gesamtumsatzes) im ersten Halbjahr 2008 ist Bidvest Europe die größte Konzerngesellschaft, gefolgt von Bidfreight mit 11 Milliarden Rand und Bid Auto mit 10 Milliarden Rand.
Insgesamt wurde 2007 ein Umsatz von 95,9 Milliarden Rand (etwa 9.6 Milliarden Euro) und ein Gewinn vor Steuern von 3,8 Milliarden Rand erzielt. Der Umsatz wuchs deutlich gegenüber 2006, wo 77,4 Milliarden Rand in erzielt wurden.
Bidvest versteht sich als Finanzholding, das heißt, es erfolgt kein Eingriff in das operative Geschäft der Beteiligungen. Weitere Zukäufe sollen insbesondere im Bereich Foodservice erfolgen.

## Aktie
Die Aktie der Bidvest Group ist an der Johannesburger Börse notiert. Über die Hälfte der Aktien befinden sich in den Händen institutioneller Anleger (Versicherungen und Pensionsfonds), größter Aktionär ist die staatliche Public Investment Corporation.

## Sonstiges
Bidvest ist namensgebender Sponsor des Johannesburger Erstliga-Fußballvereins Bidvest Wits (ursprünglich Wits University FC), der seine Heimspiele im Bidvest Stadium (früher Milpark Stadium) austrägt.